# Breddenberg
Breddenberg là một đô thị thuộc huyện Emsland, trong bang Niedersachsen, Đức. Đô thị này có diện tích 8,92 km².